# なにわ忠臣蔵
『なにわ忠臣蔵』（なにわちゅうしんぐら）は、1997年に製作された日本のヤクザ映画。114分、カラー。萩庭貞明監督、岩城滉一主演。
『忠臣蔵』を現代ヤクザの世界に置き換えたストーリーである。

## キャスト
- 元・浅野組若頭 大石：岩城滉一
- 堀内：鶴見辰吾
- 森：大和武士
- 磯部：庄司哲郎
- 石垣：松田勝
- 吉良組組長 吉良：長門裕之
- 浅野組若頭 小田：今井雅之
- 岡村：榊原利彦
- 大塚：西守正樹
- 浅野組組長 浅野：竹内力
- 脇田組組長 脇田：夏八木勲
- 大石力：山崎裕太
- 大石陸恵：佳那晃子
- 浅野はるか：川上麻衣子
- 平野：山口祥行
- 上杉組組長 上杉：哀川翔
- 垣見：白竜
- 天野：香川照之
- 由香：小川範子
- 竹本：石塚英彦（ホンジャマカ）
- 琴美（吉良の情婦）：牛尾田恭代
- 広恵：安永亜衣
- 山田：螢雪次朗
- 「豆だぬき」の旦那：久保晶
- 「豆だぬき」の女将：正司花江
- 銭湯協会会長：三角八朗
- 服部組組長 服部：藤原喜明
- 風俗店店長：大竹一樹（さまぁ〜ず）
- 坂田雅彦、長岡尚彦、岩崎静子、ヨコスカ潮也、岩田清、大槻博之、古井榮一ほか

## スタッフ
- 監督：萩庭貞明
- 脚本：友松直之
- 音楽：小倉祐一
- 撮影：三好和宏
- 美術：佐々木敬
- 録音：矢野勝久
- 編集：菅野善雄
- 助監督：久保寺和人
- 制作担当：久家豊
- 整音：室克巳
- 技斗：高瀬将嗣
- 刺青：霞涼二
- 特殊造型：江川悦子
- カーアクション：アクティブ21
- ガンエフェクト：BRONCO
- MA：アオイスタジオ
- 現像：東映化学
- 製作者：尾川匠
- 製作補：本橋孝夫
- ラインプロデューサー：前田茂司
- プロデューサー：服巻泰三、木戸田康秀
- 企画：伊藤秀裕（エクセレントフィルム）
- 製作：ケイエスエス
- 配給：松竹